# Boleros (álbum de Juan Gabriel)
Boleros es el trigesimoprimer álbum de estudio del cantautor mexicano Juan Gabriel, publicado el 7 de diciembre de 2010.

## Lista de canciones
Todas las canciones escritas y compuestas por Juan Gabriel. 
| CD    |                                         |          |  |
| N.º   | Título                                  | Duración |  |
| 1.    | «Bendito Domingo»                       | 3:23     |  |
| 2.    | «Esto No Se Le Hace A Nadie»            | 3:44     |  |
| 3.    | «Con Sabor A Olvido»                    | 3:38     |  |
| 4.    | «Así Sucedió»                           | 2:42     |  |
| 5.    | «Discúlpame Por»                        | 3:14     |  |
| 6.    | «Pase Lo Que Pase»                      | 2:43     |  |
| 7.    | «Me Perdonas»                           | 3:37     |  |
| 8.    | «Aunque Nunca Vuelvas»                  | 2:55     |  |
| 9.    | «¿Qué Le Dijiste A Dios?»               | 3:12     |  |
| 10.   | «Conquístame Otra Vez»                  | 2:24     |  |
| 11.   | «Discúlpame Por» (Versión Instrumental) | 3:14     |  |
| 12.   | «Cada Uno A Su Casa»                    | 2:50     |  |
| 13.   | «Divino Cancún»                         | 3:38     |  |
| 41:17 |                                         |          |  |